# Észtország védett területeinek listája
Észtország védett területeit a nemzeti parkok, a természetvédelmi területek és a tájvédelmi körzetek alkotják. A védett területek státuszát a 2004-es természetvédelmi törvény szabályozza. Észtországban öt nemzeti park, 138 természetvédelmi terület és 151 tájvédelmi körzet található. Emellett 537 park és egyéb területek és természeti objektumok is rendelkeznek részleges vagy teljes védettséggel, egy részük még az Észt SZSZK régebbi szabályozása alapján. Ezeket is beleszámítva Észtországban összesen 3864 védett természeti objektum található. Ezek Észtország területének 18,7%-kát teszik ki. objektumok. Regionális eloszlásban a legtöbb védett terület Lääne megyében (32%), a legkevesebb Põlva megyében található.

## Nemzeti parkok
| Név                   | Észt név            | Elhelyezkedés                              | Alapítás ideje       | Terület (km²) | Koordináták                                            |
| --------------------- | ------------------- | ------------------------------------------ | -------------------- | ------------- | ------------------------------------------------------ |
| Karulai Nemzeti Park  | Karula rahvuspark   | Võrumaa, Rõuge község, Vana-Roosa          | 1979. szeptember 23. | 123,6         | é. sz. 57,7069°, k. h. 26,5058°57.706900°N 26.505800°E |
| Lahemaa Nemzeti Park  | Lahemaa rahvuspark  | Lääne-Virumaa, Haljala község, Vainupea    | 1971. május 31.      | 729,2         | é. sz. 59,5831°, k. h. 25,8586°59.583100°N 25.858600°E |
| Matsalu Nemzeti Park  | Matsalu rahvuspark  | Pärnumaa, Lääneranna község, Kelu          | 1957. július 10.     | 488,6         | é. sz. 58,7592°, k. h. 23,6483°58.759200°N 23.648300°E |
| Soomaa Nemzeti Park   | Soomaa rahvuspark   | Viljandimaa, Põhja-Sakala község, Metsküla | 1957. július 10.     | 398,4         | é. sz. 58,4483°, k. h. 25,1194°58.448300°N 25.119400°E |
| Vilsandi Nemzeti Park | Vilsandi rahvuspark | Saaremaa, Saaremaa község, Rootsiküla      | 1937. október 19.    | 238,8         | é. sz. 58,3861°, k. h. 21,8944°58.386100°N 21.894400°E |